# Mostje, Juršinci
Mostje este o localitate din comuna Juršinci, Slovenia, cu o populație de 37 de locuitori.